# Melegnano

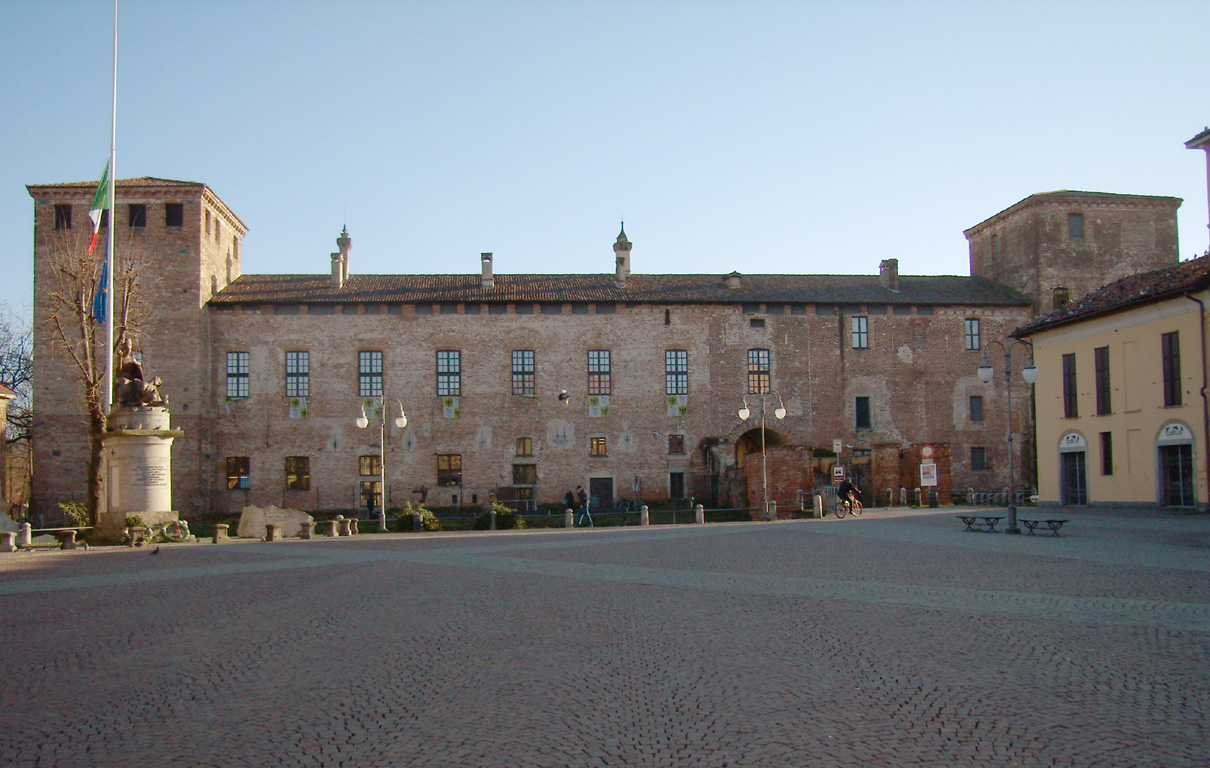
Het kasteel van Melegnano

Melegnano is een gemeente in de Italiaanse metropolitane stad Milaan (regio Lombardije) en telt 16.436 inwoners (31-12-2004). De oppervlakte bedraagt 4,9 km2, de bevolkingsdichtheid is 3927 inwoners per km2. Melegano ligt aan de Lambro, een zijrivier van de Po, en aan de afrit Melegnano-Binasco van de autosnelweg A1/E35 (Autostrada del Sole).

## Demografie
Melegnano telt ongeveer 7172 huishoudens. Het aantal inwoners daalde in de periode 1991-2001 met 3,0% volgens cijfers uit de tienjaarlijkse volkstellingen van ISTAT.
| Jaar | Inwoneraantal |
| ---- | ------------- |
| 1991 | 16.256        |
| 2001 | 15.761        |

## Geografie
Melegnano grenst aan de volgende gemeenten: San Giuliano Milanese, Colturano, Vizzolo Predabissi, Carpiano, Cerro al Lambro.